# Maguindánao del Sur
Maguindánao del Sur (cebuano: Habagatang Manguindanao; filipino: Timog Maguindanao) es una provincia sin salida al mar en Filipinas ubicada en la Región Autónoma de Bangsamoro en Mindanao. Su capital es el municipio de Buluán cerca de la ciudad de Tacurong en la vecina provincia de Sultán Kudarat. Limita con las provincias de Cotabato al este, Maguindánao del Norte al oeste y Sultán Kudarat al sur.

## Historia

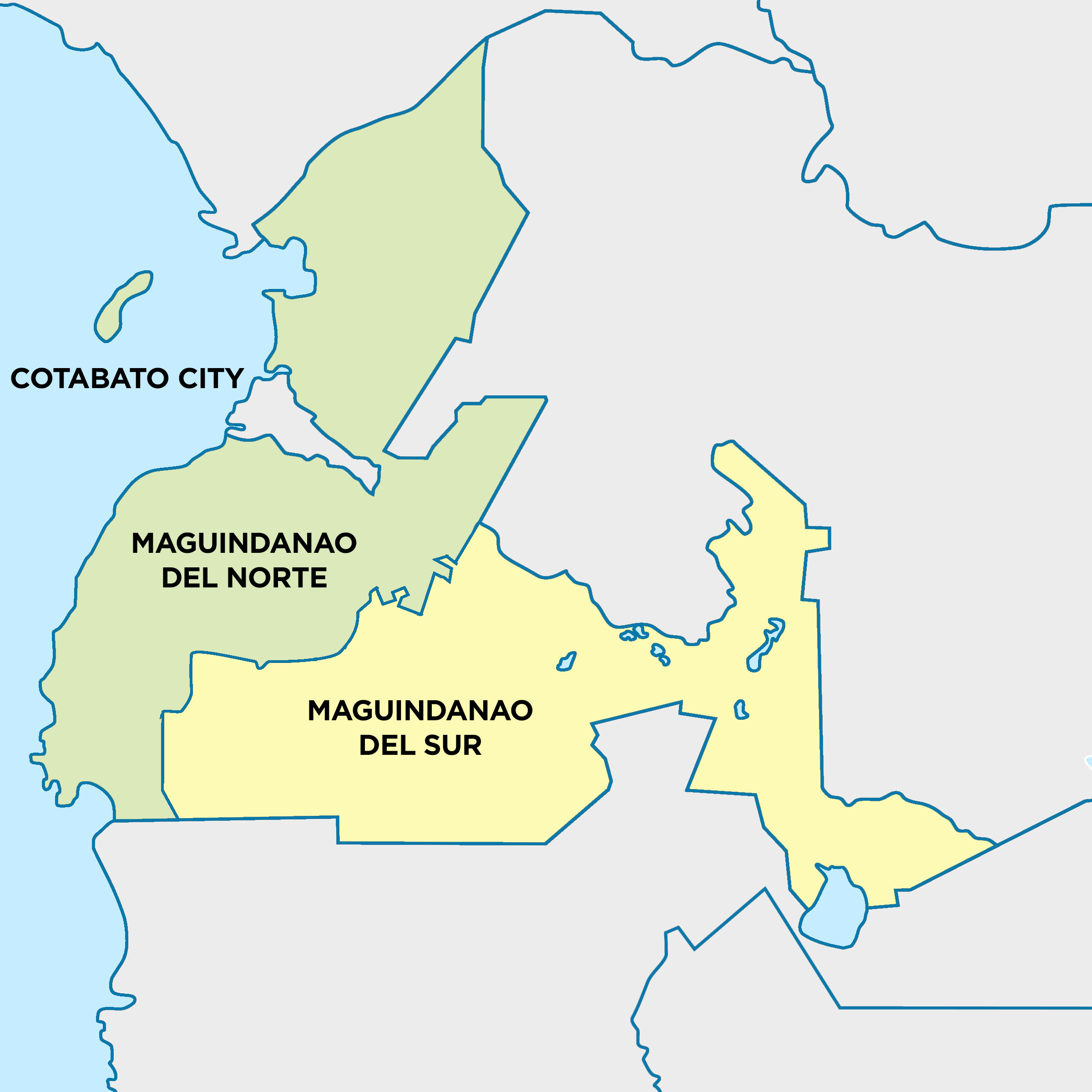
Maguindánao del Norte y del Sur.

Maguindánao del Sur se formó cuando la provincia de Maguindánao se dividió en dos tras un plebiscito el 17 de septiembre de 2022, siendo la otra provincia Maguindánao del Norte. El plesbiscito ratificó la Ley de la República 11550 que proponía la partición de la provincia. Según la ley, se espera que la exgobernadora de Maguindánao, Mariam Mangudadatu, se convierta en gobernadora de la recién formada provincia de Maguindánao del Sur. Sin embargo, esto aún debe ser confirmado por una opinión legal de la Comisión Electoral.

## Geografía
Maguindánao del Sur está compuesto por 24 municipios:
- Ampatuán
- Buluán (capital, sede del gobierno)
- Dato Abdalá Sangki
- Dato Anggal Midtimbang
- Dato Hoffer Ampatuan
- Dato Montawal
- Dato Paglas
- Dato Piang
- Dato Salibo
- Dato Arabia Ampatuan
- Dato Unsay
- General Salipada K. Pendatun
- Guindulungan
- Mamasapano
- Mangudadatu
- Pagalungan
- Paglat
- Pandag
- Rajá Buayan
- Jerife Aguak
- Jerife Saydona Mustafá
- Upi del Sur
- Sultán de Barongis
- Talayan